# Андска общност
Андската общност (на испански: La Comunidad Andina) е политическа и икономическа организация, състояща се от няколко южноамерикански държави. Това са: Чили, Боливия, Колумбия, Еквадор и Перу. Търговският блок се нарича Андски пакт до 1996 г. и е създаден с подписването на Споразумението от Картахена през 1969 година. Седалището се намира в Лима, столицата на Перу.
Андската общност има 98 млн. жители, живеещи в района на 4,7 млн. кв. км, чийто брутен продукт е в размер на 745,3 млрд. щатски долара през 2005 г., включително Венецуела (която е член по това време).

## Отношения с другите организации
Андската общност и Меркосур съставляват двата основни търговски блока на Южна Америка. През 1999 г. тези организации започват преговори за сливане с цел създаване на "Южна Американска зона за свободна търговия (SAFTA). На 8 декември 2004 г. Андската общност подписва споразумение с Меркосур и те публикуваха съвместно писмо като намерение за бъдещи преговори за интегриране на всички от Южна Америка в Съюза на южноамериканските нации (USAN), по образец на Европейския съюз. Той е официално създаден на 23 май 2008 г., с Учредителния договор на USAN, подписан в Бразилия.
През 2005 г. Венецуела решава да се присъедини към МЕРКОСУР. Официалната позиция на Венецуела е първата, която чрез присъединяването си към Меркосур показва, че могат да бъдат предприети още стъпки към интегрирането към двата блока. Генералният секретар на Андската общност Алан Вагнер заявява, че външният министър на Венецуела – Али Родригес бе заявил, че Венецуела не е имала намерение да напусне Андската общност, а с едновременното ѝ членство и в двата блока се поставя началото на тяхната интеграция.
Някои анализатори обаче тълкуват, че Венецуела може най-накрая да напусне Андската общност в процеса. Тази прогноза изглежда най-накрая се сбъдва, когато през април 2006 г., с обявяването на президента на Венецуела – Чавес, той оттегля страната си от Андската общност, като посочва, че след като Колумбия и Перу са подписали споразумение за свободна търговия със Съединените американски щати, общността е „мъртва“. Властите в Колумбия и Перу са изразили несъгласие с това мнение, тъй като са представители на индустриалния сектор във Венецуела.
Въпреки това съобщение Венецуела все още не е официално изпълнила всички необходими процедури за оттегляне. Според венецуелския търговски министър – Мария Кристина Иглесиас, целият процес ще отнеме до пет години. Дотогава Венецуела и нейните партньори остават обвързани с последиците от предварително съществуващите търговски договори на общността.
По време на посещение в Колумбия през август 2007 г. президентът Уго Чавес заявява, че той се е съгласил да се присъедини отново към Андската общност на нациите, след като президентите на Еквадор и Боливия са го помолили да го направи. Напоследък отношенията между Меркосур и Венецуела са отслабнали, тъй като Меркосур не е съгласна с някои от предложенията ѝ.
В допълнение към Андската общност, Боливия също е член на СТО, UNASUR и АЛБА. Нейното отношение е считано от съществено значение за отношенията специално между UNASUR и АЛБА, казва Марион Хьорман, тъй като Боливия по традиция се разглежда като посредник между Андите и останалата част от Южна Америка.
Политическият диалог между Андската общност и Европейския съюз започва през 1996 година с подписването на Декларацията от Рим, в която са описани длъжностите и правата на пакта между Европейския съюз и Андската общност, а именно: спазване на интернационалните закони и принципи; съобразяване с моментното ниво на финансово и техническо коопериране между двата съюза; опазване на общото културно богатство и на историческите, политическите и икономическите връзки, които ги свързват, и т.н.

## Отношения с Европейски съюз
Политическият диалог между Андската общност и Европейския съюз започва през 1996 година с подписването на Декларацията от Рим, в която са описани длъжностите и правата на пакта между Европейския съюз и Андската общност, а именно: спазване на интернационалните закони и принципи; съобразяване с моментното ниво на финансово и техническо коопериране между двата съюза; опазване на общото културно богатство и на историческите, политическите и икономическите връзки, които ги свързват, и т.н.
След неуспешни преговори, с оглед пълноценно тристъпно споразумение за асоцииране, през втората половина на 2008 г. е въведен нов формат за преговори. Той предлага тематично и географско разделяне на тези преговори: продължаване на регионални преговори с Андската общност като цяло на политически диалог и сътрудничество и „многопартийни“ търговски преговори с най-много от страните от Андската общност, готови да водят амбициозни и всеобхватни търговски преговори, съвместими със Световната търговска организация. Последният преговор започна с три от държавите от Андската общност (Перу, Колумбия и Еквадор) през февруари 2009 г. Преговорите завършват успешно през март 2010 г. с Перу и Колумбия. Въпреки това Еквадор решава да прекрати участието си през юли 2009 г. Последната среща е проведена на 5 март 2010 г.
Борбата срещу наркотиците винаги е била приоритет в дневния ред на политическите срещи между ЕС и Андската общност. Специализираният диалог между двете общности по отношение на наркотиците започва в средата на 90-те години, за да събере на едно място високопоставени експерти от двете страни, които да обменят мнения по най-добрия начин за справяне с явлението наркотици, и как да се координират усилията. Последната среща е проведена в Кито през октомври 2012 година.
В своя Регионален стратегически списък за 2007 – 2013 г., ЕС отделя 50 милиона евро за Андската общност. Определени са три приоритетни сектора: социално сближаване, регионална-икономическа интеграция и борба с незаконните наркотични вещества.

## История
През май 1969, представители на правителствата на Перу, Боливия, Еквадор, Колумбия и Чили провеждат среща в Картахена (Колумбия), за да обсъдят реализацията на икономическата интеграция в малките региони. На 26 май в Богота е подписано „Споразумението за икономическа интеграция на Малкия регион“, по-късно познато като „Споразумението от Картахена“. Споразумението влиза в сила на 16 октомври същата година, като всички членки са държави, намиращи се по склона на планинската верига Анди. Организацията е позната също и като Андска група или Андска организация. На 13 февруари 1973 г. Венецуела се присъединява към Общността. На 30 октомври 1976 г. Чили се оттегля от организацията. През септември 1996 Перуанското правителство обявява пълното присъединяване на държавата към Андската интеграционна система, поемайки всички отговорности, полагащи се на една държава членка. На 5 септември 1995 г. на седмата среща на Съвета на президентите на Андската група, решават да създадат Андска интеграционна система. На 9 май 1996 г. името на организацията е променено на сегашното – „Андска общност“ (La Comunidad Andina).

## Държави членки
- Боливия
- Чили
- Еквадор
- Колумбия
- Перу

Държави и международни организации, които имат наблюдатели в общността са:
- Аржентина
- Египет
- Австралия
- Австрия
- Парагвай
- Бразилия
- Белгия
- Дания
- Германия
- Франция
- Финландия
- Канада
- САЩ
- Мексико
- Югославия
- Япония
- Швеция
- Швейцария
- Уругвай
- Испания
- Италия
- Индия
- Великобритания
- Израел
- Корея
- ЕС
- Международна организация на труда
- Световна здравна организация
- Панама

## Цели
Да насърчава балансирано и хармонично развитие на държавите членки, като спомага за пълното ползване на регионалните ресурси, както и да премахне тарифните бариери между страните членки и да формира общ пазар, посредством което да ускори процеса на икономическа интеграция. Съгласно наредбите на организацията с преференциално отношение се ползват държавите Боливия и Еквадор.

## Организация
1. Съвет на президента: Върховен орган по вземане на решения, който провежда срещи веднъж в годината.
2. Съвет на външните министри: състоящ се от външните министри на всички държави членки, които провеждат регулярни срещи два пъти в годината с цел координация на външната политика на държавите членки.
3. Главен секретариат: Това е изпълнителният орган на Андската общност и има правото от името на Общността да отваря диалог с други общности. Генералният секретар се избира измежду външните министри на страните членки с мандат от 4 години, като се разрешава преизбиране за още един мандат.
4. Комисия на Андската общност: Съставен от пълномощни министри, назначени от президентите на всички държави членки. Заедно със Съвета на външните министри, Комисията е отговорна за изработване на политики за икономическа интеграция, координира и наглежда прилагането на политиките и също така има правото да свиква разширени срещи с други министерства за изучаване съставяне на план на тези политики.
5. Андски парламент: Установен на 25 октомври 1979 г., той е консултативния орган на Андската общност. Всяка държава членка има 5 представители в парламента и техният мандат не трябва да превишава срока от 5 години. Парламентът свиква своите регулярни срещи веднъж в годината и неговото седалище и секретариат са стационирани в Лима – столицата на Перу.

|  | Тази страница частично или изцяло представлява превод на страницата Andean_Community_of_Nations в Уикипедия на английски. Оригиналният текст, както и този превод, са защитени от Лиценза „Криейтив Комънс – Признание – Споделяне на споделеното“, а за съдържание, създадено преди юни 2009 година – от Лиценза за свободна документация на ГНУ. Прегледайте историята на редакциите на оригиналната страница, както и на преводната страница, за да видите списъка на съавторите. ВАЖНО: Този шаблон се отнася единствено до авторските права върху съдържанието на статията. Добавянето му не отменя изискването да се посочват конкретни източници на твърденията, които да бъдат благонадеждни. |